# Michel Creton
Pour les articles homonymes, voir Creton (homonymie).
Michel Creton, né le 17 août 1942 à Wassy (Haute-Marne), est un acteur français.

## Biographie
Après son certificat d'études primaires et son CAP de photograveur, il décide de devenir comédien. Après avoir été l'élève de Robert Manuel, il sort du Conservatoire national supérieur d'art dramatique en 1966 avec deux premiers prix. Il débute alors à la télévision dans l'émission de Pierre Sabbagh, Au théâtre ce soir. Chantre du jogging, il fait partie des premiers organisateurs du Marathon de Paris.
Il acquiert une certaine notoriété avec Un homme de trop de Costa-Gavras en 1967. En 1971, il connaît le succès avec son rôle de petit truand apprenti braqueur de banques dans Max et les Ferrailleurs de Claude Sautet.
En 1978, il incarne Bourseault dans Les Bronzés de Patrice Leconte.
Sa carrière se poursuit à travers une centaine d'apparitions au théâtre et au cinéma, souvent dans des rôles secondaires marquants au cinéma et parfois dans des rôles principaux à la télévision, comme François, le mari fou de Claude Jade dans Fou comme François (1979), téléfilm de Gérard Chouchan. Quelques années plus tard, Creton et Jade sont encore mariés dans Treize (1981), téléfilm de Patrick Villechaize écrit par Michel Creton lui-même.
Il a effectué également des doublages de films, prêtant sa voix de manière occasionnelle à Robert De Niro ou encore à David Carradine.
De septembre à décembre 1992, il anime La Nuit des héros sur France 2.
De 2001 à 2009, il incarne dans la série Central Nuit un commandant de police rude et solitaire, mais juste et droit.

### Engagement social pour l'aide au handicap
Michel Creton est également connu pour son engagement constant depuis 1966 visant à améliorer le sort des personnes en situation de handicap.
L'acteur a ainsi inspiré un amendement à la loi du 13 janvier 1989, en vue d'assurer la continuité de prise en charge des personnes en situation de handicap au-delà de l'adolescence. Connu sous le nom d'amendement Creton, ce texte permet aux jeunes handicapés de rester dans un établissement adapté au-delà de l'âge de 20 ans, jusqu'à ce qu'ils aient trouvé une solution durable dans une structure pour adultes.
Depuis décembre 1989, Michel Creton est le parrain de l'association Turbulences qui a créé et gère La Maison du xxie siècle  à Saint-Dié-des-Vosges. Cet établissement inauguré en 1995 constitue un centre pilote de rééducation pour personnes handicapées qui, dans l'esprit de l'amendement prôné par l'acteur et adopté par le Parlement, s'adresse dans le même lieu tant aux adultes qu'aux enfants.
Début 2011 à Cambrai, la résidence Michel Creton est inaugurée sur le site des Papillons blancs du Cambrésis, une association qui se consacre à l'accompagnement des personnes handicapées mentales.

## Filmographie

### Cinéma
- 1964 : Brigade antigangs de Bernard Borderie : Louis XIV
- 1966 : Ne nous fâchons pas : un des boys du 'Colonel' (non-crédité)
- 1967 : Un homme de trop de Costa-Gavras : Solin
- 1967 : L'Homme qui trahit la mafia de Charles Gérard : Fabiani
- 1968 : La Petite Vertu de Serge Korber : François
- 1968 : Béru et ces dames de Guy Lefranc : Jojo, le maquereau
- 1969 : La Voie lactée de Luis Buñuel : un serveur
- 1969 : La Honte de la famille de Richard Balducci : François Dolo
- 1970 : Et qu'ça saute ! de Guy Lefranc
- 1970 : Max et les Ferrailleurs de Claude Sautet : Robert Saidani
- 1971 : Un meurtre est un meurtre d'Étienne Périer : le pharmacien
- 1972 : Au rendez-vous de la mort joyeuse de Juan Luis Buñuel : Leroy
- 1973 : Le Dingue de Daniel Daert : Pierrot, dit « le dingue »
- 1974 : Impossible... pas français de Robert Lamoureux : Francky
- 1975 : Au-delà de la peur de Yannick Andréi : Legoff
- 1976 : Armaguedon d'Alain Jessua : Bob
- 1977 : Monsieur Papa de Philippe Monnier : le professeur de sports
- 1978 : Les Bronzés de Patrice Leconte : Bourseault
- 1980 : Psy de Philippe de Broca : Bob
- 1983 : Le Grand Carnaval d'Alexandre Arcady : José
- 1983 : Un bon petit diable de Jean-Claude Brialy : Donald
- 1984 : Les Morfalous d'Henri Verneuil : Boissier
- 1984 : Souvenirs, Souvenirs d'Ariel Zeitoun : Christian
- 1986 : Paris minuit de Frédéric Andréi : Leproux
- 1986 : Tenue de soirée de Bertrand Blier: Pedro
- 1987 : Le Solitaire de Jacques Deray : Simon
- 1988 : À gauche en sortant de l'ascenseur d'Édouard Molinaro : le brigadier
- 1990 : Il y a des jours... et des lunes de Claude Lelouch : l'homme à l'autre couteau
- 1997 : Soleil de Roger Hanin : le commissaire Vermorel

### Télévision
- 1966 : Le Théâtre de la jeunesse : La Clef des cœurs d'Yves-André Hubert (Scénario et dialogues de Michel Subiela) : Le Nantais
- 1966 : Au théâtre ce soir : Trois garçons, une fille de Roger Ferdinand, mise en scène Jean Marchat, réalisation Pierre Sabbagh, théâtre Marigny
- 1966 : Au théâtre ce soir : La Prétentaine de Jacques Deval, mise en scène Robert Manuel, réalisation Pierre Sabbagh, théâtre Marigny
- 1967 : Au théâtre ce soir : Les J 3 de Roger Ferdinand, mise en scène Robert Manuel, réalisation Pierre Sabbagh, théâtre Marigny
- 1966 : Corsaires et Flibustiers de Claude Barma (feuilleton télévisé) : Tanne-Cuir
- 1968 : Le Bourgeois gentilhomme (téléfilm) : Covieille
- 1968 : En votre âme et conscience, épisode : Les Innocents d'Eldagsen de  Claude Barma
- 1969 : Allô Police : Sammy (épisode : 'Deux journées délicieuses')
- 1970 : Un mystère par jour (série télévisée) : L'ombre d'un doute de Jacques Audoir : le sportif accusé
- 1970 : Au théâtre ce soir : La Roulotte de Michel Duran, mise en scène Alfred Pasquali, réalisation Pierre Sabbagh, théâtre Marigny
- 1971 : La Dame de Monsoreau (Mini-série) : Chicot
- 1971 : Donogoo (téléfilm) : un actionnaire
- 1972 : Au théâtre ce soir : Charmante Soirée de Jacques Deval, mise en scène Pierre Mondy, réalisation Georges Folgoas, théâtre Marigny
- 1972 : Aux frontières du possible de Claude Boissol : Jacques Mestès, un gardian, épisode "Alerte au minotaure"
- 1973 : L'Hiver d'un gentilhomme de Yannick Andréi : le chef des brigands
- 1974 : La Juive du Château Trompette de Yannick Andréï.
- 1974 : Au théâtre ce soir : La Moitié du plaisir de Steve Passeur, Jean Serge et Robert Chazal, mise en scène Francis Morane, réalisation Georges Folgoas, théâtre Marigny
- 1975 : La Mort d'un touriste d'Abder Isker
- 1975 : La Fleur des pois (Téléfilm) : Albert Tavernier
- 1976 : Ces beaux messieurs de Bois-Doré (Mini-série) : Villaréal
- 1977 : La Mort amoureuse (Téléfilm) : Dédé
- 1977 : La Mer promise de Jacques Ertaud
- 1979 : Fou comme François de Gérard Chouchan : François
- 1980 : Au théâtre ce soir : La Prétentaine de Jacques Deval, mise en scène Robert Manuel, réalisation Pierre Sabbagh, théâtre Marigny
- 1980 : Marie-Cavale (Téléfilm) : Mauriec
- 1981 : Frère Martin (Téléfilm) : Frère Guillaume
- 1981 : Treize (Téléfilm) : Pierre Mallois
- 1981 : La guerre n'aura pas lieu (Téléfilm) : Olax
- 1981 : La Vie des autres : Pomme à l'eau (Série TV) : Rouchon
- 1983 : Julien Fontanes, magistrat (Série TV) : Jacques Fouleix
- 1983 : Le Crime de Pierre Lacaze (Téléfilm) : Commissaire Mathias
- 1984 : Le Tueur triste de Nicolas Gessner (Téléfilm) : Maurice
- 1986 : A nous les beaux dimanches (Téléfilm) : André Larcher
- 1988 : Le Ravissement de Scapin (Téléfilm) : Scapin
- 1995, 1996 et 2006 : Navarro (Série TV) : Jean Girardin / Mr Derval / Laforge
- 1996 et 1998 : Commissaire Moulin (Série TV) : Louis Berghese / Michu
- 1997 et 1999 : Maître Da Costa (Série TV) : Patrick Merlo /Paul Ardenne / Pierre Lourcat
- 1998 : Julie Lescaut (Série TV), épisode 3 saison 7, Piège à flics de Pascal Dallet : Commissaire Sylvère
- 1999 : Les Bœuf-carottes (Série TV) : Daniel Gaucher
- 2000 : On n'a qu'une vie (téléfilm) :  L'homme à l'imperméable
- 2001-2009 : Central Nuit (série télévisée) : Franklin
- 2003 : Le Premier fils (téléfilm) : Cardelli
- 2004 : B.R.I.G.A.D. (série télévisée) : Charles Varel
- 2005 : Mis en bouteille au château (téléfilm) : Robert

## Théâtre
- 1961 : Hélène ou la Joie de vivre de John Erskine, mise en scène Louis Ducreux, théâtre de la Madeleine
- 1963 : Dom Juan de Molière, mise en scène Pierre Dux, théâtre de l'Œuvre
- 1965 : L'Amérique de Max Brod d'après Franz Kafka, mise en scène Antoine Bourseiller, Odéon-Théâtre de France
- 1966 : Les Paravents de Jean Genet, mise en scène Roger Blin, Odéon-Théâtre de France
- 1966 : La Prétentaine de Jacques Deval, mise en scène Robert Manuel, théâtre Marigny
- 1967 : Xavier de Jacques Deval, mise en scène Jacques-Henri Duval, théâtre Édouard VII
- 1968 : La Baye de Philippe Adrien, mise en scène Antoine Bourseiller, théâtre de Chaillot
- 1968 : La Moitié du plaisir de Steve Passeur, Jean Serge & Robert Chazal, mise en scène Robert Hossein, théâtre Antoine
- 1973 : Vol au-dessus d'un nid de coucou de Dale Wasserman, mise en scène Pierre Mondy, théâtre Antoine
- 1975 : La Sirène de l'oncle Sam de Neil Simon, mise scène Emilio Bruzzo, théâtre Fontaine
- 1981 : Barnum de Michael Stewart, musique Cy Coleman, mise en scène Yves Mourousi, direction musicale Frank Bacri
- 1985 : Le Sexe faible d'Édouard Bourdet, mise en scène Jean-Laurent Cochet, théâtre Hébertot
- 1986 : L'Opéra de quat'sous de Bertolt Brecht, mise en scène Giorgio Strehler, théâtre du Chatelet
- 1987 : L'Affaire du courrier de Lyon d'Alain Decaux et Robert Hossein, mise en scène Robert Hossein, Palais des congrès de Paris
- 1988 : La Liberté ou la mort d'après Danton et Robespierre d'Alain Decaux, Stellio Lorenzi et Georges Soria, mise en scène Robert Hossein, Palais des congrès de Paris, interprète le rôle de Fabre d'Eglantine.
- 1989 : Un fil à la patte de Georges Feydeau, mise en scène Pierre Mondy, théâtre du Palais-Royal
- 1993 : Les Désarrois de Gilda Rumeur de Maria Pacôme, mise en scène Jean-Luc Moreau, théâtre Saint-Georges
- 1995 : L'Apollon de Bellac de Jean Giraudoux, mise en scène Frédéric Ferney, théâtre de la Madeleine
- 2000 : Phèdre 2000 d'Yves Guéna, mise en scène Philippe Rondest, théâtre Mouffetard

## Doublage
- Robert De Niro dans :
  - Voyage au bout de l'enfer (1978) : Michael
  - Sanglantes confessions (1981) : Monseigneur Desmond Spellacy
  - Il était une fois en Amérique (1984) : David « Noodles » Aaronson (1er doublage)
  - Un Grand Mariage (2013) : Don Griffin

- David Carradine dans :
  - En route pour la gloire (1976) : Woody Guthrie
  - L'Œuf du serpent (1977) : Abel Rosenberg

Mais aussi :
- 1971 : Les Nuits rouges de Harlem : Bunky (Antonio Fargas)
- 1971 : La Loi du milieu : Keith, le barman (Alun Armstrong)
- 1972 : La Colère de Dieu : Emmet Keogh (Ken Hutchison)
- 1976 : Le Voyage des damnés : Otto Schiendick (Helmut Griem)
- 1976 : La Carrière d'une femme de chambre : Roberto Trevisa (Cochi Ponzoni)
- 1977 : Bande de flics : Baxter Slate (Perry King)
- 1977 : La Ballade de Bruno : un souteneur (Wilhelm von Homburg)
- 1978 : Midnight Express : Jimmy Booth (Randy Quaid)
- 1978 : Les Moissons du ciel : Bill (Richard Gere)
- 1978 : Les Guerriers de l'enfer : Ray Hicks (Nick Nolte)
- 1978 : Betsy : Angelo Perino (Tommy Lee Jones)
- 1979 : Le Rabbin au Far West : Tommy Lillard (Harrison Ford)
- 1979 : Les Muppets, le film : le Grand Gonzo (David Goelz) (voix)
- 1980 : Fondu au noir : Jerry Moriarty (Tim Thomerson)
- 1984 : Paris, Texas : l'homme qui crie (Tom Farrell)
- 1989 : Le Retour des Mousquetaires : D'Artagnan (Michael York)
- 1997 : Meurtre à la Maison-Blanche : Nick Spikings (Dennis Miller)
- 1998 : Celebrity : Tony Gardella (Joe Mantegna)

## Enregistrement de livre audio
1993 : Les véritables contes de Charles Perrault (lecture du texte), 3 disques compacts (50 min 43 s, 58 min 01 s, 47 min 53 s)

## Sources
- Les papiers personnels de Michel Creton sont conservés aux Archives nationales sous la cote 75 AS[6].